# Senkschachtverfahren

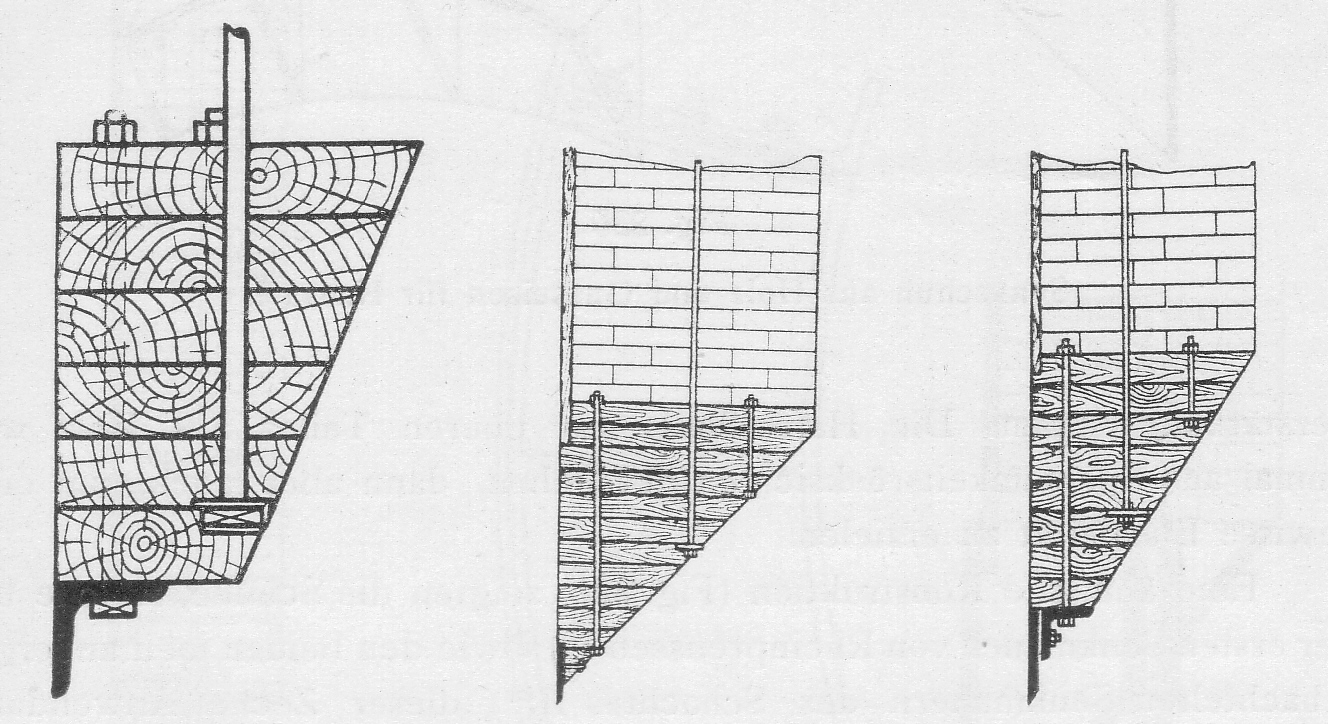
Hölzerne Senkschuhe mit eiserner Schneidkante

Das Senkschachtverfahren eignet sich zum Niederbringen von Schächten in lockerem Gebirge.
Bei diesem Verfahren wird gewöhnlich zuerst ein Vorschacht abgeteuft, indem mittels Hacke, Schaufel oder Bagger lose oberflächliche Deckschichten abgetragen werden. Auf der Sohle des Vorschachtes wird ein Senkschuh aus Holz oder Eisen montiert, auf dem dann direkt die Wandung des Senkschachtes in Form von Mauerwerk, Stahlbeton oder Küvelage aufgebaut wird. Durch fortschreitende Aushubarbeiten auf der Sohle des Schachtes sinkt der Senkschuh samt Schachtaufbau durch das eigene Gewicht in das Gebirge ein. Dabei darf das Niveau des Schneidschuhs jedoch nicht untergraben werden, da sonst eventuell loses Gestein außerhalb des Schachtkörpers nachfließen könnte. Dies würde bei Entstehung von Hohlräumen jenseits des Ausbaus die Stabilität des Schachtes stark beeinträchtigen. Beim Absinken wird in regelmäßigen Abständen das Höhenniveau der Schachtkrone durch Aufmauern neuer Steinreihen, Aufbringen neuen Betongusses oder Aufsetzen neuer Küvelage gehalten, sodass der Schacht über die komplette Teufe immer ausgebaut ist.

## Vorteile des Senkschachtverfahrens
Senkschächte sind per se stets über die gesamte Schachtteufe mit Ausbau versehen, so dass die Notwendigkeit späteren Ausbaus entfällt. Bedingt durch den Schneidschuh eilt der Ausbau dem Abteufen stets etwas voraus, was im Vergleich zu anderen Möglichkeiten des Schachtabteufens zu erhöhter Sicherheit führt. Durch den vorauseilenden Schachtausbau verringert sich zudem das Auftreten gefährlicher Wassereinbrüche; diese sind prinzipiell nur noch an der Sohle des Schachtes möglich und können so leichter kontrolliert werden. Der Einbau der Schachtausbauten wird zudem komfortabel nahe der Oberfläche oder im Falle ‚ineinandergesteckter‘ Schächte in gesichertem Gebiet erfolgen, so dass die Sicherheit der Bergleute in größerem Maße gewährleistet ist.

## Nachteile des Senkschachtverfahrens
Die erreichbare Teufe des Senkschachtverfahrens ist gewöhnlich nicht besonders groß. Speziell im Falle des Schachtaufbaus durch Mauerung trägt die Vergrößerung der Reibung bei fortschreitender Teufe dazu bei, dass im Normalfall bei Einzelschächten keine Teufen über 50 m erreicht wurden. Durch reibungsvermindernde Maßnahmen wie etwa dem Einbau mit Schmierseifenaufstrich versehener Bretter an der Außenseite des Mauerwerks oder der Küvelage kann dieses Problem zwar hinausgeschoben, doch nicht wesentlich gelindert werden. Das Absinken kann bei Stockung zwar durch Montage von Pressen an der Schachtkrone befördert werden; dies ist allerdings durch mögliche Schädigung des dann stark belasteten Schachtausbaus begrenzt. Es ist zudem nur schwer möglich, die erreichbare Teufe eines Senkschachtes vorauszusehen, was die Planung der Schächte einigermaßen erschwert. Auch bei Einsatz von Küvelage wurden selten Teufen über 150 m pro Einzelschacht erreicht. Durch teleskopartiges Ineinanderschachteln mehrerer Senkzylinder können zwar größere Teufen erreicht werden; jedoch vermindert sich der resultierende Schachtdurchmesser dementsprechend. In größeren Teufen werden allerdings bevorzugt eiserne Senkzylinder verwendet, da sie in geringeren Wandstärken niedergebracht werden können und zudem hohen Gebirgsdrücken besser standhalten.